# Sabzak
Sabzak (persiska: سبزك, سَبزُك, يشَك چوپان, سَبزِه) är en ort i Iran.   Den ligger i provinsen Qazvin, i den nordvästra delen av landet, 170 km väster om huvudstaden Teheran. Sabzak ligger 1 885 meter över havet och antalet invånare är 239.
Terrängen runt Sabzak är kuperad åt nordväst, men åt sydost är den platt.Runt Sabzak är det ganska tätbefolkat, med 108 invånare per kvadratkilometer. Närmaste större samhälle är Kolanjīn, 3,7 km väster om Sabzak. Trakten runt Sabzak består i huvudsak av gräsmarker.